# Sven Friberg
Sven Richard Friberg, född 7 februari 1895 i Lysekils församling, Göteborgs och Bohus län, död 26 maj 1964 i Göteborgs domkyrkoförsamling, Göteborg
, var en svensk fotbollsspelare som blev olympisk bronsmedaljör i Paris 1924. Friberg spelade i 4 av 5 matcher som Sveriges lagkapten, inkluderande bronsmatchens omspel mot Holland där Sverige vann med 3-1.
Friberg vann med sitt Örgryte två gånger den Svenska serien och två gånger Allsvenskan; dock kunde han ändå inte kalla sig svensk mästare då de båda serierna vid tiden inte hade SM-status.
Friberg, som tillhörde Örgryte IS på klubbnivå, spelade under åren 1915–1928 sammanlagt 41 landskamper.
1930–1931 var Friberg tränare för sin gamla klubb, Örgryte IS. Sven Friberg är begravd på Östra kyrkogården i Göteborg.

## Meriter

### I klubblag
Örgryte IS
- Vinnare av Svenska serien (2): 1921, 1924
- Allsvensk seriesegrare (2): 1926, 1928 (Ej SM-status)

### I landslag
Sverige
- OS 1924: Brons
- 41 landskamper, 0 mål

### Individuellt
- Mottagare av Stora grabbars märke, 1928

### Webbkällor
- Profil på sports-reference.com
- Lista på landslagsspelare, svenskfotboll.se, läst 2013 01 29
- "Olympic Football Tournament Paris 1924", fifa.com, läst 2013 01 30